# Fort Ontario
Le fort Ontario est un fort historique proche de la ville d'Oswego, dans l'État de New York, aux États-Unis. Appartenant à l'État de New York, il a été reconverti en musée.

## Géographie
Le fort Ontario est situé sur le côté Est de la rivière Osweg, sur une élévation qui surplombe le lac Ontario.

## Histoire
Le fort Ontario fut l'un des forts construits par les Anglais pour protéger la région du lac Ontario. Le fort original fut construit en 1755, durant la guerre de Sept Ans pour augmenter les défenses déjà en place à fort Oswego, de l'autre côté de la rivière. À cette époque, le fort fut nommé « fort des Six Nations », mais le fort fut détruit par Montcalm durant la bataille de Fort Oswego en 1756 et reconstruit en 1759. C'est alors qui fut renommé le fort Ontario.
Durant la révolution américaine, un détachement du 3e régiment de New York détruisit le fort en juillet 1778, après que les Anglais l'eurent abandonné. Les Anglais revinrent et le reconstruisirent en 1782. Les Anglais gardèrent le fort jusqu'au traité de Londres.
Le fort fut témoin de la bataille d'Oswego (1814) et détruit par les Anglais durant la guerre de 1812 en 1814. Après une période d'abandon, le fort fut reconstruit en 1839 pour empêcher le commerce illégal entre le Canada et les États-Unis.